# یوسیپ بولات
یوسیپ بولات (کرواتی: Josip Bulat؛ زادهٔ ۱۸ مارس ۱۹۷۲) بازیکن فوتبال اهل کرواسی بود.
از باشگاه‌هایی که در آن بازی کرده‌است می‌توان به باشگاه فوتبال بورسااسپور، باشگاه فوتبال زاگرب، باشگاه فوتبال هایدوک اسپلیت، و باشگاه فوتبال رییکا اشاره کرد.